# 今枝一郎
今枝 一郎（いまえだ いちろう、1974年11月6日 - ）は、日本の元卓球選手。1994年の全日本男子シングルスチャンピオン。日本卓球協会5段。
現在は母校である愛工大名電高にて監督を務めている。

## 経歴
1989年、全国中学校卓球大会の男子シングルスで優勝、愛知工業大学名電高等学校に進学、1991年のインターハイでは同級生の鬼頭明、安藤正勝とともに優勝した。愛知工業大学に進学し、1年生の1993年には、第42回世界卓球選手権の団体メンバーに入り8位となった。全日本学生卓球選手権大会で鬼頭とのペアで男子ダブルス優勝、インカレで団体準優勝を果たした。さらに1994年には全日本学生選手権の男子シングルスで優勝、インカレでも27年ぶりに団体優勝し、全日本選手権では松下雄二を破り優勝した。男子シングルスでの大学生の優勝は10年ぶりであった。しかし、1995年の第43回世界卓球選手権では腰を痛めた彼は団体戦5人のメンバーから外れた。
2001年、全日本社会人卓球選手権の男子ダブルスで竹谷康一とのペアで優勝した。